# مفتی‌کلا
مفتی‌کلا، روستایی است از توابع بخش مرکزی شهرستان ساری در استان مازندران ایران.

## جمعیت
این روستا در دهستان مذکوره قرار داشته و براساس آخرین سرشماری مرکز آمار ایران که در سال ۱۳۸۵ صورت گرفته، جمعیت آن ۵۰۶نفر (۱۳۰خانوار) بوده‌است.
این روستای دارای چشمه طبیعی به نام قلقله (قلقله سر) با قدمت بیش از 300 سال است و از قدیمی‌ترین روستاهای منطقه می‌باشد.
شوراها:
مراد
محمد حسین
حامد